# Gabrielle Odinis

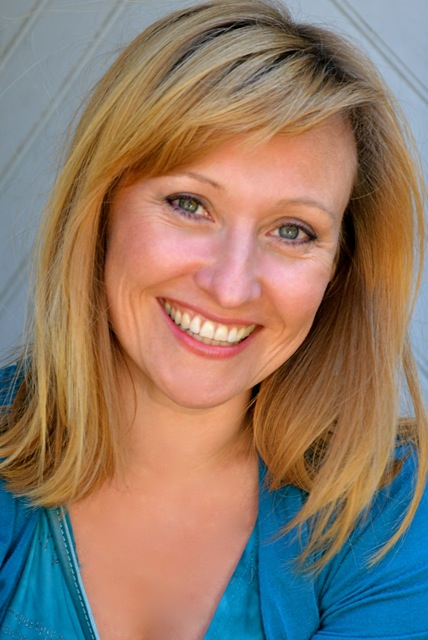
Gabrielle Odinis (2014)

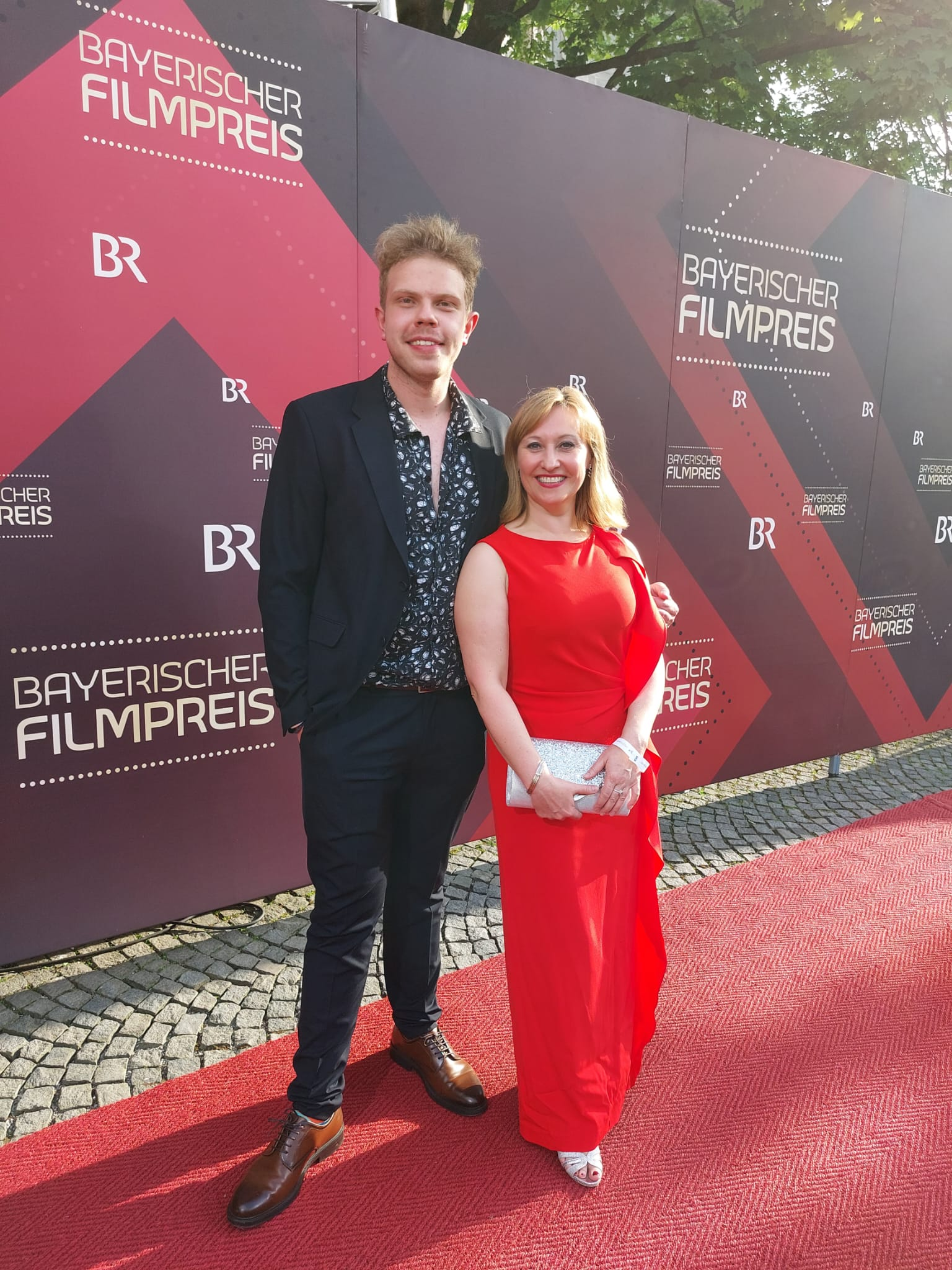
Gabrielle Odinis mit Johannes Berzl beim Bayerischen Filmpreis (2022)

Gabrielle Odinis, lit. Gabrielle Odinyte (* 25. April 1974 in Vilnius, Litauische SSR) ist eine deutsche Schauspielerin litauischer Herkunft.

## Leben
Odinis wurde in Litauen geboren, wanderte aber im Alter von zwei Jahren mit ihrer Familie nach Deutschland aus, wo sie dreisprachig aufwuchs (Litauisch, Deutsch, Französisch).
Nach dem Abitur in Deutschland studierte sie von 1991 bis 1993 am Staatlichen Konservatorium Vilnius in Litauen. Während des Studiums wurde sie bereits für die Hauptrolle „Monika“ im litauischen Kinofilm Mediniai laiptai (Hölzerne Treppe) von Regisseur Vidas Rasinskas engagiert. Der Film wurde auch in Deutschland auf diversen Filmfestivals gezeigt. 1994 kam sie für den internationalen Kinofilm Sunset Boys nach Deutschland zurück, in dem sie neben den Filmlegenden Robert Mitchum und Erland Josephson vor der Kamera stand.
Ihre ersten Auftritte im deutschen Fernsehen hatte sie in der WDR-Serie Familie Heinz Becker und der ARD-Produktion Der Fahnder in der prägnanten Rolle der Jugoslawin „Branka Mujanović“.
Die wandlungsfähige Schauspielerin verkörperte in girl friends – Freundschaft mit Herz die Direktionssekretärin „Alexa Hofer“, im OSKAR-prämierten deutschen Kinofilm Nirgendwo in Afrika spielte die sonst akzentfrei Deutsch sprechende Schauspielerin das russische Dienstmädchen „Klara“ mit russischem Akzent. Bei Mensch Markus war sie ab 2003 im festen Ensemble und spielte vom Erotikstar bis zum Hausmütterchen eine Vielzahl von Rollen. Als sexy Blondine verdrehte sie im Jahr 2004 Atze Schröder in Alles Atze den Kopf.
Gabrielle Odinis arbeitet auch als Coach für Persönlichkeitsentwicklung, Schauspiel & Kommunikation.
Am 15. August 2008 heiratete sie den „Dahoam is Dahoam“-Regisseur Thomas Stammberger. Sie lebt in München.

## Filmografie
- 1989: Wounded Faces
- 1994: Familie Heinz Becker (Fernsehserie, 1 Folge)
- 1995: Die Hölzerne Treppe
- 1996: Sunset Boy (Titel des Films im Ausland: „Pakten“)
- 1997: Der Fahnder (Fernsehserie, 1 Folge)
- 1998–2018: SOKO München (Fernsehserie, 3 Folgen, verschiedene Rollen)
- 1998–2006: Die Anrheiner (Fernsehserie)
- 1999: Mein Bruder der Idiot
- 1999: Höllische Nachbarn (Fernsehserie, 1 Folge)
- 2000: In aller Freundschaft (Fernsehserie, 1 Folge)
- 2000: Café Meineid (Fernsehserie, 1 Folge)
- 2000: Die Rote Meile (Fernsehserie, 1 Folge)
- 2001: Nirgendwo in Afrika (Oskar prämiert)
- 2002–2007: Girl friends – Freundschaft mit Herz (Fernsehserie, 37 Folgen)
- 2002: Die Sitte (Fernsehserie, 1 Folge)
- 2002: Lindenstraße (Fernsehserie, 2 Folgen)
- 2002: Alphateam – Die Lebensretter im OP (Fernsehserie, 1 Folge)
- 2003–2007: Mensch Markus (festes Ensemblemitglied)
- 2003: Alt und Durchgeknallt
- 2003: Großstadtrevier (Fernsehserie, 1 Folge)
- 2004–2013: Ein Fall für Zwei (Fernsehserie, 2 Folgen, verschiedene Rollen)
- 2005: Alles Atze (Fernsehserie, 1 Folge)
- 2006: Unter uns (Fernsehserie, 7 Folgen)
- 2007: Dahoam is Dahoam (Fernsehserie, 5 Folgen)
- 2008–2016: Die Rosenheim-Cops (Fernsehserie, 4 Folgen, verschiedene Rollen)
- 2008–2010: Meine wunderbare Familie (Fernsehserie)
- 2008: Mansfelder
- 2008: SOKO Köln (Fernsehserie, 1 Folge)
- 2008: Utta Danella – Das Geheimnis unserer Liebe
- 2010: Mein eigen Fleisch und Blut
- 2011: Schmidt & Schmitt – Wir ermitteln in jedem Fall (Fernsehserie, 1 Folge)
- 2013: Notruf Hafenkante (Fernsehserie, Folge: Schweigen ist Kupfer)
- 2013: Seegrund – Ein Kluftinger Krimi
- 2014: Aktenzeichen XY … ungelöst (Fernsehreihe, 1 Folge)
- 2015: Lauter Lügen (Kurzfilm)
- 2015: Monaco 110 (Fernsehserie, 1 Folge)
- 2016: Sturm der Liebe (Fernsehserie, 2 Folgen)
- 2017: Hubert ohne Staller (Fernsehserie, 1 Folge)
- 2018–2019: Der Komödienstadel (Fernsehreihe, 2 Folgen, verschiedene Rollen)
- 2018: Hit & Run
- 2020: Lena Lorenz (Fernsehreihe, 1 Folge)